# Elena Teodorini
Elena Teodorini ou Theodorini, née Elena de Mortun (25 mars 1857, Craiova - 27 février 1926, Bucarest), est une soprano et mezzo-soprano roumaine.